# 구스모토 슈마
구스모토 슈마(일본어: 楠元 秀真, 1992년 9월 12일 ~ )는 일본의 축구 선수이다.

## 구단 경력
그는 2015년부터 2018년까지 J리그의 요코하마 FC, 카탈레 도야마에서 활동하였다.